# Tupolew MTB-1
Die Tupolew MTB-1 (russisch Туполев МТБ-1, auch ANT-27bis, АНТ-27бис) war ein sowjetisches Flugboot der 1930er Jahre. Die Bezeichnung des ersten Prototyps lautete MDR-4 (für russisch Морской дальний разведчик, Marinefernaufklärer) bzw. nach den Initialen des Konstrukteurs Andrei Nikolajewitsch Tupolew auch ANT-27.

## Entwicklung
Als Ausgangsmodell für den Entwurf diente das viermotorige Flugboot MDR-3, das von Igor Tschetwerikow 1931 im ZKB konstruiert worden war. Es hatte seine Flugerprobung von Januar bis März 1932 absolviert, war aber wegen enttäuschender Leistungen nicht für die Serienproduktion zugelassen worden. Nun wurde das ZAGI unter Andrei Tupolew mit der Überarbeitung des Projekts beauftragt. In der Unterabteilung KOSOS wurden von Iwan Pogosski einige Änderungen durchgeführt, wobei die augenscheinlichste der Austausch der sich in zwei Tandemgondeln auf Gerüsten oberhalb der Tragfläche befindlichen vier Triebwerke durch drei einzeln nebeneinanderstehende war. Als Besonderheit waren die beiden äußeren Luftschrauben in Zug-, die mittige jedoch in Druckkonfiguration angeordnet. Im März 1934 war der als MDR-4 (ANT-27) bezeichnete Prototyp fertiggestellt und begann die Flugerprobung, verunfallte jedoch im darauffolgenden Monat am 15. April beim Start, wobei neben dem Flugzeugführer auch Pogosski getötet wurde. Der Entwurf wurde nochmals überarbeitet und ein zweiter Prototyp unter der Bezeichnung ANT-27bis (bis = russisch im Sinne von „noch einmal“) bis zum Herbst 1934 fertiggestellt. Dessen Flugerprobung begann im Mai 1935 und verlief erfolgreich, jedoch erwiesen sich die Flugleistungen aufgrund der zu schwachen Triebwerke als immer noch ungenügend. Wahrscheinlich aufgrund fehlender Alternativen erfolgte im April 1936 dann aber doch noch die Anweisung zum Bau einer kleinen Serie von 15 Flugbooten unter der Bezeichnung MTB-1 für Morskoi tjaschjoly bombardirowschtschik (russisch Морской тяжёлый бомбардировщик, Schwerer Marinebomber), von denen sechs noch im selben Jahr, die anderen neun 1937 ausgeliefert wurden. Sie gingen ausnahmslos an die Schwarzmeerflotte. Bei Beginn des Großen Vaterländischen Krieges befanden sich noch einige MTB-1 im Dienst, wurden aber mittlerweile für Transportaufgaben verwendet und bis 1942 ausgesondert.

## Aufbau
Die MTB-1 war als freitragender Ganzmetall-Schulterdecker in Schalenbauweise konzipiert. Sie verfügte über einen scharfgekielten, zweistufigen Rumpf, der in zahlreiche wasserdichte Abteilungen, getrennt durch Schotten, gegliedert war. Die beiden einstufigen, starren Stützschwimmer befanden sich am Ende des Tragflächenmittelstücks in Höhe der beiden äußeren Motorgondeln. Das Höhenleitwerk war mit I-Stielen verstrebt.

## Technische Daten
| Kenngröße             | Daten der MTB-1 (ANT-27bis)                                                  |
| --------------------- | ---------------------------------------------------------------------------- |
| Besatzung             | 6                                                                            |
| Länge                 | 21,9 m                                                                       |
| Flügelspannweite      | 39,4 m                                                                       |
| Höhe                  | 6,36 m                                                                       |
| Flügelfläche          | 177,5 m²                                                                     |
| Flügelstreckung       | 8,7                                                                          |
| Leermasse             | 10.520 kg                                                                    |
| Startmasse            | normal 15.200 kg maximal 16.230 kg                                           |
| Antrieb               | drei 12-Zylinder-V-Motoren AM-34R                                            |
| Startleistung         | je 610 kW (830 PS)                                                           |
| Höchstgeschwindigkeit | 235 km/h in Bodennähe                                                        |
| Marschgeschwindigkeit | 182 km/h (wirtschaftlich) 205 km/h in 3.000 m Höhe                           |
| Steiggeschwindigkeit  | 200 m/min                                                                    |
| Dienstgipfelhöhe      | praktisch 4.470 m                                                            |
| Reichweite            | normal 1.470 km maximal 2.000 km                                             |
| Aktionsradius         | 800 km                                                                       |
| Flugdauer             | normal 7,2 h bei 205 km/h maximal 11 h bei 182 km/h                          |
| Bewaffnung            | je zwei 7,62-mm-MG SchKAS in Rumpfbug und -heck eine 20-mm-MK im Rumpfrücken |
| Abwurfmunition        | bis 1.000 kg an Bomben, Minen oder Torpedos                                  |